# Kirke Hyllinge Sogn
Kirke Hyllinge Sogn 
ist eine Kirchspielsgemeinde (dän.: Sogn)
auf der Insel Sjælland im Osten Dänemarks.
Bis 1970 gehörte sie zur Harde Voldborg Herred im damaligen Københavns Amt (bis 1808: Roskilde Amt), danach zur Bramsnæs Kommune im „neuen“ Roskilde Amt, die im Zuge der  Kommunalreform zum 1. Januar 2007 in der Lejre Kommune in der Region Sjælland aufgegangen ist.
Im Kirchspiel leben 3234 Einwohner, davon 2397 im Kirchdorf (Stand: 1. Januar 2023).
Im Kirchspiel liegt die Kirche „Kirke Hyllinge Kirke“.
Nachbargemeinden sind im Nordosten Sæby Sogn, im Südosten Lyndby Sogn und im Süden Rye Sogn.
Der Langdysse von Kirke Hyllinge (ein Dolmen) liegt auf einem schrägen Feld östlich des Ortes.